# Стрижевский, Иосиф Вениаминович
Иосиф Вениаминович Стрижевский (1919−1996) — советский, российский ученый, специалист в области защиты от коррозии, электрохимии, один из первопроходцев в создании хемотроники, доктор технических наук, профессор, действительный член и ученый секретарь Жилищно-коммунальной Академии РФ.

## Биография
Стрижевский Иосиф Вениаминович родился 27 июня 1919 года в Киеве, отец — живописец, мать — модистка, в 1924 году семья переехала в Москву. В 1937 поступил в высшее техническое училище имени Баумана, в 1942 году был переведен на завод № 519 в г. Омск, где работал начальником смены, начальником цеха, в 1944 году был откомандирован для продолжения учёбы в Московский Механический институт. После окончания аспирантуры Московского Инженерно-физического института и защиты кандидатской диссертации «Теория и расчет детекторных вольтметров и амперметров» был направлен для работы в Пензенский индустриальный институт, где работал старшим преподавателем. С 1952 года в Академии коммунального хозяйства имени К. Д. Памфилова, старший научный сотрудник, руководитель лаборатории, руководитель сектора, в 1962 году защитил докторскую диссертацию по теме «Защита стальных трубопроводов от коррозии блуждающими токами», в 1963 получил звание профессора. С 1992 года — действительный член и ученый секретарь Жилищно-коммунальной академии РФ. На протяжении всей жизни вел преподавательскую работу.
Жена — Мария Соломоновна Лузкова (1921—2006) театровед, дочь — Наталья Иосифовна Стрижевская (род. 1951), поэт, переводчик французской поэзии.

## Деятельность
Иосиф Стрижевский в течение нескольких десятилетий был одним из ведущих специалистов в области защиты подземных сооружений от коррозии. Стрижевским созданы теория распределения электрических полей и токов в земле и в подземных сооружениях, теория электродренажной защиты трубопроводов от коррозии блуждающими токами. Под научным руководством и при участии Стрижевского были решены многие проблемы защиты городских подземных металлических сооружений путем создания новых изоляционных покрытий и организации заводского выпуска изолированных труб, создания эффективных средств катодной, электродренажной защиты, методов и приборов контроля. Его монографии по сей день являются настольными книгами специалистов в данной области.
Стрижевский был одним из первопроходцев в создании советской российской хемотроники — нового научного направления, возникшего на стыке электрохимии и электроники, которое разрабатывает общие принципы построения электрохимических преобразователей информации, позволяющих создавать принципиально новые вычислительные и управляющие устройства, и изучает перспективы построения информационных и управляющих систем на основе процессов, протекающих в растворах и на границе жидких фаз.
Стрижевский — автор более 350 научных работ, в том числе 25 монографий, его имя стоит на полутора десятках авторских свидетельств об изобретениях.